# Mussaenda philippica
Mussaenda philippica är en måreväxtart som beskrevs av Achille Richard. Mussaenda philippica ingår i släktet Mussaenda och familjen måreväxter. Inga underarter finns listade i Catalogue of Life.